# Гіб Мілкс
Гіб Мілкс (англ. Hib Milks, нар. 1 квітня 1899, Понтіак — пом. 21 січня 1949) — канадський хокеїст, що грав на позиції центрального нападника, крайнього нападника.

## Ігрова кар'єра
Професійну хокейну кар'єру розпочав 1919 року.
Протягом професійної клубної ігрової кар'єри, що тривала 15 років, захищав кольори команд «Піттсбург Пайретс», «Філадельфія Квакерс», «Нью-Йорк Рейнджерс» та «Оттава Сенаторс».

## Статистика НХЛ
| Сезон        | Клуб                  | Ліга         | Регулярний сезон | Регулярний сезон | Регулярний сезон | Регулярний сезон | Регулярний сезон | Плей-оф | Плей-оф | Плей-оф | Плей-оф | Плей-оф |
| Сезон        | Клуб                  | Ліга         | І                | Г                | П                | О                | ШХ               | І       | Г       | П       | О       | ШХ      |
| ------------ | --------------------- | ------------ | ---------------- | ---------------- | ---------------- | ---------------- | ---------------- | ------- | ------- | ------- | ------- | ------- |
| 1925-1926    | «Піттсбург Пайретс»   | НХЛ          | 36               | 14               | 5                | 19               | 17               | 2       | 0       | 0       | 0       | 0       |
| 1926-1927    | «Піттсбург Пайретс»   | НХЛ          | 44               | 16               | 6                | 22               | 18               |         |         |         |         |         |
| 1927-1928    | «Піттсбург Пайретс»   | НХЛ          | 44               | 18               | 3                | 21               | 32               | 2       | 0       | 0       | 0       | 2       |
| 1928-1929    | «Піттсбург Пайретс»   | НХЛ          | 44               | 9                | 3                | 12               | 22               |         |         |         |         |         |
| 1929-1930    | «Піттсбург Пайретс»   | НХЛ          | 41               | 13               | 11               | 24               | 36               |         |         |         |         |         |
| 1930-1931    | «Філадельфія Квакерс» | НХЛ          | 44               | 17               | 6                | 23               | 42               |         |         |         |         |         |
| 1931-1932    | «Нью-Йорк Рейнджерс»  | НХЛ          | 48               | 0                | 4                | 4                | 12               | 7       | 0       | 0       | 0       | 0       |
| 1932-1933    | «Оттава Сенаторс»     | НХЛ          | 16               | 0                | 3                | 3                | 0                |         |         |         |         |         |
| Усього в НХЛ | Усього в НХЛ          | Усього в НХЛ | 317              | 87               | 41               | 128              | 179              | 11      | 0       | 0       | 0       | 2       |